# Џет-лег
Џет-лег (енгл. Jet lag) је циркадијална дисритмија (десинхронизација), у организму човека, настала као последица летења авионом кроз више часовних зона, најчешће након међуконтиненталних летова. Тако је за врло кратко време путник изложен другачијем циклусу дан-ноћ у поређењу с оним у месту поласка, и у складу са тим различитом физиолошком циклусу дан-ноћ на који је навикао. Последица тога је промена или обртање фаза између географског и физиолошког циклуса који је праћен привременим, клиничким синдромом који се јавља као одговор на ремећење физиолошких, биолошких (циркадијалних) ритмова у организму и најчешће је праћен неспецифичним симптомима као што су умор, несаница, губитак апетита, раздражљивост и други поремећаји. Приликом летења у источном правцу циклус напредује, а када се лети у правцу запада, он се одлаже. Зато је за адаптацију на ново локално време организму потребно неколико дана од завршетка путовања — све док се два циклуса физички и физиолошки не ресинхронизују.
Неки аутори џет-лег називају „болест путовања”, што је погрешно. Џет-лег је привремено клиничко-физиолошко стање, а не болест. Ако овај термин применимо на пилоте и остало летачко особље, које у преко 90% случајева наводи да пати од овог поремећаја, могли би погрешно закључити да су животи путника у авионима у рукама „болесних пилота”.

## Историја
Тешко је рећи, са сигурношћу, када је настао и ко је осмислио појам, али, џет-лег је први пут коришћен у новинама Лос Анђелес тајмс у чланку објављеном 13. фебруара 1966. од стране америчког колумнисте Хораса Сатона;
Ако сте члан џетсета, и одлетите у Катманду на кафу са краљем Махендром, можете рачунати на појаву џет-лега, неки облик изнурености до мамурлука. Џет-лег настаје из једноставне чињенице да „млазњаци“ путују тако брзо да је ритам вашег тела у заостатку „писао је Хорас Сатон (Horace Sutton)“,.
У овом и другим све бројнијим натписима, појам џет-лег коришћен је више или мање иронично него што се тада сматрало да је он једна од нових „савремених болести” која ће овладати светом. Колумнисти су често овој поремећај сврставали у „групу шик болести” (енгл. One of the chic new ailments) светског џетсета.
Прва озбиљнија истраживања џет-лега започета су у САД 1965. и 1966. године, дванаест година након увођења првих млазних авиона у путнички саобраћај Боинга-707 (1954), Каравеле SE-210 (1955), Тупољева Ту-104 (1956) итд. Нажалост први експерименти спроведени на летовима у смеру исток—запад, север—југ и обратно довели су до објављивања погрешних резултата, па се тада тврдило да путовања према западу стварају веће поремећаје у организму од оних током летења према истоку, док су накнадне студије, спроведене неколико година касније у истим условима, доказале управо супротно.
У англо-америчкој литератури, историјски гледано, примена појма џет-лег везује се за 1983. годину, када се глобално ширење појма (у облику који се и дана користи) везује за име Чарлса Ерта (1923—2007) америчког хронобиолога, који је 1983. објавио књигу, заједно са Лином Валером „Превазилажење џет-лега”, захваљујући којој је са овим појмом први пут упозната шира јавност. Књига је продата у 200.000 примерака. Не само да је њено објављивање привукло пажњу бројних музичара, спортиста, пословних људи, дипломата и сменских радника, већ и америчког председника Роналда Регана и америчку војску, у којој су се специјалисти ваздухопловне медицине већ увелико бавили изучавањем овог проблема.
Истраживања џет-лега се настављају и до данашњих дана у којима се непрестано трага за што успешнијим начинима превазилажења овог проблема.

## Шта је временска зона?
Временска зона или часовна зона је географска регија са истим временом у њој. У свету има 24 часовних зона, по једна за сваки сат у дану. Земља је приближно сферичног облика. Површина јој је издељена на 360 уздужних линија од пола до пола названих подневци или меридијани, са Гриничким као нултим. Сунчева светлост услед ротације Земље пређе пут од једног до другог меридијана за око 4 минута. Зато разлика у географском времену износи 15 меридијана за 1 час тј свака зона се простире у простору од северног до јужног пола у временској зони која лежи на меридијанима географске дужине који су вишекратници од 15°, што у укупном скору образује 24 временске зоне на површини планете. Ипак, понегде граница ових зона не одговарају овом правилу, јер стварна ширина зоне зависи од политичких и географских граница.
На Међународној конференцији у Вашингтону 1884. године усвојено је зонално време, односно подела Земље на 24 временске или часовне зоне, а аутор зоналног времена је Канађанин Сандфорд Флеминг, који га је осмислио и предложио на усвајање 1878. године.
Током ротације Земље, зора се јавља, у једној временској или часовној зони, затим један час касније у западнијој часовној зони непосредно до ње, и тако даље кроз двадесетчетворочасовни циклус. Тако нпр. у САД, када је 6 часова у Источној временској зони, у Централној зони је 5, у Планинској зони 4, и у Пацифичкој зони 3 часа.

## Шта је биолошки (циркадијални) ритам?
Спавање, рекреација, радне активности, социјалне и друштвене делатности, свакодневно подлежу цикличним флуктуацијама (циркадијалном ритму), које су прилагођене геофизичком ритму, дан-ноћ. Термин циркадијални долази од латинске речи circa која у слободном преводу значи „око дан”.
Биолошки (циркадијални) ритам код људи обезбеђује оптимални ниво и дужину трајања сна и одмора током мрачног (ноћног) периода, како би он био спреман да оптимално обавља све функције у светлој (дневној) фази. У организму постоје обрасци активности можданих таласа, који су под утицајем излучених хормона, регенерације ћелија, и других биолошких активности везаних за 24-часовни временски циклус. Циркадијални ритам је зато у организму свих живих бића важан физиолошки процес јер одређује образац спавања, или време када спавамо и када смо будни, сваки 24 часа. Рад нормалног циркадијалног часовника одређује двадесетчетворочасовни циклус смена светла и таме (дана и ноћи).

## Шта су то поремећаји циркадијалног ритма?
Током биолошког или циркадијалног ритма у одређеним условима може настати десинхронизација (дисритмије) или промена биолошког ритма, или циркадијални поремећаји или промене у понашању, као последица лоше адаптације организма на сан, изазване несаницом или хиперсомнијом. Циркадијални поремећаји ритма су ништа друго до прекиди у нормалном билошком или циркадијалном ритму неке особе — или промене у раду „унутрашњег телесног часовника” који (приближно) регулише 24-часовни циклус биолошких процеса.
Хронобиолошке промене код човека најчешће настају услед нарушеног биолошког ритма организма, и могу бити узроковане многим факторима, укључујући:
- путовања кроз већи број временских зона (џет-лег),
- стварање нових појединачних навика (остајање до касно током ноћи или дуже спавање током дана)
- социјалне потреба друштва или захтеви посла (нпр рад у ноћној смени)
- трудноћа и брига о новорођенчету
- злоупотреба или нежељено дејство неких лекова
- ретки случајеви поремећаја биолошког часовника, настали на основу генетске предиспозиције.[15]

Као резултат нарушеног биолошког (циркадијалног) ритма спавања поремећаји могу бити привремени (реверзибилни) или хронични — трајни (иреверзибилни), што ремети релаксацију организма, његово благостање и „перформансе” (радне и друге способности). Манифестни хронични ефекти по здравље могу бити најизраженији у системима за варења, метаболизму и функцијама срчаносудовног система.

### Уобичајени поремећаји циркадијалног ритма
Џет-лег (енгл. Rapid Time Zone Change Syndrome)
Овај синдром чини скуп симптома који се карактеришу прекомерном поспаношћу и недостатком дневне будности код људи који путују кроз више временских зона.
Поремећај спавања изазван сменским радом (енгл. Shift Work Sleep Disorder)
Поремећај сна изазван сменским радом најчешће се јавља код особа које често ротирају смене или искључиво раде ноћу.
Синдром одложене фазе спавања (енгл. Delayed Sleep Phase Syndrome (DSP)
Синдром одложене фазе спавања (несаница на почетку спавања), карактерише се потешкоћама успављивања или одложеним поремећајем времена спавања. Људи са DSP синдромом имају тенденцију да заспе врло касно ноћу, и потешкоће у буђењу у задато време за посао, школу, или друге друштвене активности.
Синдром ране фазе спавања
Синдром ране фазе спавања је поремећај циркадијалног ритма у коме нека особа иде на спавање раније него уобичајено и буди се раније него што то жели. Код овог синдрома вечерњи одлазак на спавање је ранији (на пример, између 18.00 и 21.00 часова, увече), и буђење раније него што та особа жели (на пример, између 01.00. и 05.00 часова ујутру)
24-часовни поремећај спавања
Овај поремећај циклуса спавања често се јавља код особа које су потпуно слепе или без биолошког часовника или утицаја периодицитета 24-часовног циклуса промене светлости и таме. Резултат поремећаја код ових особа огледа се у драстичном смањењу времена спавања и квалитета ноћног сна и проблемима са поспаношћу током дана.

## Епидемиологија
У студији објављеној септембра 2000. у британском часопису медицине рада и заштите животне средине, o истраживањима спроведеним у Аустралији и Новом Зеланду, наводи се:
Ускраћивање сна,  може да има неке од опасних последица сличних пијанству. Спавање мање од 6 часова у току ноћи може да утиче на координацију, време реакције и расуђивање и представља „врло озбиљан ризик“. Возачи су посебно угрожени, упозоравају  истраживачи. Људи који су будни 17 до 19 часова, након спавања, лошије функционишу од оних са нивоом алкохола у крви од 0.05 ‰, што је законски лимит за вожњу у пијаном стању у већини западно европских земаља. Студија наводи да је 16—60% несрећа на путевима изазвано лишавањем сна.
Британска медицинска асоцијација упозорава, да постоје и други проблеми у вези са лишавањем сна осим оштећења моторике. Људи који су недовољно спавали могу да имају већи ниво стреса, анксиозности и депресије, а склони су и другим непотребним ризицима. Опасности нису ограничене само на возаче. Људи који раде у ваздухопловним компанијама (пилоти и друго помоћно особље у авиону), путници на интерконтиненталним летовима (који лете кроз више часовних зона) и друга лица која раде у ноћним сменама (медицинско особље, полиција, војска, таксисти итд) или особље других професија (које по природи посла рад обавља ноћу), може имати сличне проблеме.
Велика студија коју је спровела фирма Апџон (енгл. Upjohn) у сарадњи са Јунајтед ерлајнс (енгл. United Airlines) и Бритиш ервејз (енгл. British Airways) показала је да 94% путника након летења на дугим релацијама (интерконтинентални летови) пати од џет-лега, а 45% сматра да су њихови симптоми тешки и узнемиравајући.
Једна анкета из 1994. спроведена са летачким особљем (међу 228 стјуардеса) на међународним летовима, показала је сличну слику, у којој је 96% испитаника изјавило да пати од џет-лега упркос навици на честа и дуга путовања.
Најзаступљенији поремећаји, наведени у њиховим одговорима у анкети били су у:
- 90% умор, у првих пет дана након доласка на одредиште путовања,
- 32% отицање удова,
- 73% појава дехидрације,
- 53% дезоријентација,
- 94% недостатак енергије и пад мотивације,
- 93% поремећаје спавања након доласка на одредиште путовања
- 70% проблеми са увом, носом, грлом, изазвани прехладом или грипом.

Циркадијалну дисритмију у истој сразмери у току летења доживљавају професионалци као и путници.  Ово изгледа као да противуречи често навођеним тврдњама да учестала путовања развијају способност за превазилажење овог проблема. Такође, изненађујуће податак да код 32% искусних стјуардеса долази до отицања удова. Ови симптоми обично се приписују путницима због дуготрајне непокретност у току лета. То може да значи да неки други фактори као што су промене притиска ваздуха или дехидрација доприносе отицању удова.
Према извештају Светске здравствене организације до 50% путника пати у току или после летења од овог поремећаја и наводи „џет-лег као отежавајући фактор”, у случају појаве пролива изазваних микробиолошком контаминацијом воде и хране, (која је честа на путовањима), код 20—50% путника. Бројни докази такође подржавају ове студије у којима показују да џет-лег код већег броја путника ствара услове за појаву прехладе, грипa и желудачних и других сметњи при варењу.
Многе студије показују да је летење на исток горе него летење на запад. Једно од таквих је истраживање које је спровела Војска САД, код војника који су прекомандовани из САД у Немачку. Око три дана је било потребно војницима који су се враћали кући у САД да се прилагоде часовним променама и промени животне средине. Онима који су путовали на исток у Немачку било је потребно осам дана да се прилагоде новим условима.
Потенцијално негативни ефекат интерконтинентална путовања авионом и џет-лег имају и на такмичарске способности спортиста, као одговор на ремећење физиолошких процеса у организму:
У једној од најобимнијих научних студија на ову тему, показано је да путовања у правцу запад—исток, преко 6 часовних зона доводе до смањења конкурентске способности за око 10%. У овој студији испитивано је смањење такмичарске способности за одређене облике физичке активности; тако је смањење брзине у спринту на 270 метара износило 8—12%, односно за трку на 2,8 km смањење је износило 8—9%, смањење изокинетичке снаге мишића износило је 6—11%, односно 13% за изокинетичку издржљивост мишића.

## Џет-лег у свемиру
Највећи проблем са џет-легом имају астронаути. У свемирском броду у ниској Земљиној орбити (раније спејс-шатлу, данас на Међународној свемирској станици) дан и ноћ се мењају сваких 45 минута, што значи да Сунце излази сваких 90 минута. Ово брзо мењање дана и ноћи уноси збрку у организам астронаута.
Астронаути у просеку спавају око два сата мање у поређењу са спавањем које би имали на Земљи. У просеку сан им траје шест сати и пет минута, иако агенција Наса својим астронаутима препоручује осам и по сати сна у свемиру. Толика разлика показује да астронаути пате од озбиљног недостатка сна који може; због психичке тензије, успореног времена реакције, смањене концентрације, да умањи квалитет рада и повећа вероватноћу за настанак несрећа и да им угрозе и животе.
Да би ублажили тегобе више од три четвртине испитаних астронаута употребљава пилуле за спавање, према истраживањима стручњака са Универзитета Харвард. које чине више од 50% свих залиха лекова које астронаути употребљавају за време свемирских летова.

## Механизам настанка
Синдром џет-лега се јавља код већине особа које путују авионом кроз три или више часовних зона. Карактеришу га две фазе (десинхронизација и ресинхронизација):

### Циркадијална дисритмија (десинхронизација)
Са великом сигурношћу је утврђено да је џет-лег изазван циркадијалном дисритмијом. Циркадијална дисритмија подразумева ремећење (десинхронизацију) нормалног биолошког сата, циркадијалног ритма, спољним узроцима (нпр. циклус дан—ноћ, светло—тама). Циркадијални ритам има периодичност од 24 до 26 часова и карактеристичан је за велики број органских система.

### Адаптација на нову временску зону (ресинхронизација)
Прилагођавање на нову временску зону подудара се са губитком симптома џет-лега. На период потребан да дође до ресинхронизације утиче велики број фактора. Утврђено је да што се више временских зона пређе, потребно је дуже време да се ресинхронизују циркадијални ритмови. Правило „палца” гласи: потребно је отприлике један дан по пређеној часовној зони за ресинхронизацију.
Ови ритмови представљају „унутрашњи часовник” организма и важни су у регулацији психичких и физиолошких параметара као што су телесна температура, ниво кортизола у крви и ниво будности (циклус будност—сан). Ради упоређења, дата су два типична примера часовних промена за један лет путничким авионом, на исток и на запад:
Пример бр.1;
Лет западно од Лондона за Лос Анђелес, VIА БА0279, 29. јануар 2008. Временска разлика 8 часова.
| Лети на запад | Биолошки сат        | Лос Анђелес (лок. време) |
| ------------- | ------------------- | ------------------------ |
| Полазак       | 29. јануара у 10.05 | 29. јануара у 02.05      |
| Долазак       | 29. јануара у 21.10 | 29. јануара у 13.10      |
| Време спавања | 30. јануара у 06.00 | 29. јануара у 22.00      |

У првом примеру, сценарио лета је еквивалентан неспавању целе ноћи и одласку у кревет у 6 сати сутрадан—9 сати касније него обично.
Пример бр.2;
Лет источно од Лос Анђелеса за Лондон, VIА БА0278, 29. јануар 2008.
| Лети на исток | Биолошки сат        | Лондон (локално време) |
| ------------- | ------------------- | ---------------------- |
| Полазак       | 29. јануара у 10.05 | 29. јануара у 18.05    |
| Долазак       | 29. јануара у 18.11 | 30. јануара у 02.11    |
| Време спавања | 30. јануара у 14.00 | 30. јануара у 22.00    |
У другом примеру, сценарио лета је еквивалентан неспавању целе ноћи и одласку у кревет у наредних 2 дана—14 сати након времена када би иначе отишли на спавање.

## Етиологија
Правац лета
Правац авионског лета има важан утицај на број сати потребних за адаптацију. Летови у правцу север—југ код којих се не прелазе часовне зоне не захтевају прилагођавање ритмова. Подаци показују да је за 30—50% краћи период за адаптацију ако је лет у правцу исток—запад (фаза уназад) поредећи са правцем запад—исток (фаза унапред). Ова разлика постоји јер циркадијални ритам траје око 25,2 сати, што омогућава лакше прилагођавање у ситуацијама које продужавају дан (летови исток—запад).
Индивидуалне разлике
Индивидуалне разлике у броју сати потребних за адаптацију. Ноћобдије тзв. „ноћне птице”, обично екстровертне особе имају врх свог циркадијалног ритма у другом делу дана и зато се лакше прилагођавају летовима запад—исток (фаза унапред). Насупрот њима, „дневни типови” обично интровертне особе, лакше ће се прилагођавају летовима исток—запад (фаза уназад). 
Старост
Животна доб је повезана са обрасцем спавања, јер са старењем, лица иду раније на спавање и раније устају. Ова навика ће погодовати прилагођавању на путовања у правцу запад—исток.
Услови средине.
Време потребно за прилагођавање умногоме зависити и од тога колико брзо ће се лице изложити новим условима средине, посебно сунчевој светлости. Раније излагање новом циклусу дан-ноћ довешће до брже ресинхронизације.
Споредни фактори
У споредне факторе, који могу утицати на ресинхронизацију времена спадају:
- Врста и садржај оброка
- Хронобиотски лекови (мелатонин). Ефекти хронобиотских лекова на ресинхронизацију захтевају додатна истраживања, јер ниједна од ових супстанци није испитана у реалним условима код људи. Ипак, велика су очекивања од њихове улоге у превенцији џет-лега.

## Симптоматологија
Симптоми џет-лега могу бити врло разнолики, зависно о броју промењених часовних зона и најчешће их карактеришу:
- Проблеми при варењу (пролив, грчеви у трбуху)
- Главобоље сличне мигрени
- Умор изазван поремећајем спавања,
- Привремена несаница
- Дезоријентација,
- Раздражљивост
- Блага депресија

Постоје и други симптоми, који неки приписују џет-легу, као што су мучнина, кисеоничко уво и грчеви у ногама, мада су они више проузроковани начином путовања него промени временских зона.

## Превенција и лечење
За превенцију и лечење џет-лега користе се следеће препоруке које помажу да се организам човека што брже и лакше прилагоди часовним променама.

### Опште мере
Како би се избегао џет-лег, важно је да се организам што пре прилагоди условима који владају у временској зони задате дестинације. У томе могу помоћи следеће препоруке, које спадају у опште мере засноване на искуству и нису подржане обимнијим медицинским истраживањима:
- Неколико дана пре путовања, покушајте да постепено прилагодите своје навике спавању које одговара временској зони на одредишту.
- Пијте доста течности како би избегли дехидрацију. Дехидратација отежава прилагођавање тела новом временском ритму.
- Како дневна светлост може да помогне рестартовање унутрашњег часовника, треба применити једночасовну јутарњу шетњу одмах након устајања.
- Избегавати претеран унос кофеина, алкохола и дувана.
- Избегавати социјалну изолацију, а са укућанима код којих сте у гостима треба прихватити њихове добре навике спавања.
- Већ у авиону треба на часовнику подесити време земље у коју се путује, у циљу психичког навикавања на ритам нове временске зоне.
- По доласку у нову временску зону што више времена треба провести напољу.
- По доласку на одредиште, прве ноћи треба обезбедити довољно трајање спавања.
- Прва два дана након слетања треба избегавати напорне активности.
- Кад год је то могуће избегавати употребу таблета за спавање и алкохола.
- Путник који намерава да остане дуже време у новој временској зони, у што краћем времену треба да покуша да подеси свој циклус спавања, исхране и активности тој зони.
- Не препоручује се унос високих вредности угљених хидрата или масне хране непосредно пре спавања, јер њихов унос може пореметити сан.
- Топле купке могу ублажити упалу мишића насталу у току путовања и довести до њихове релаксације, а хладније купке могу утицати на снижење телесне температуре што такође може позитивно утицати на процес спавања.

### Исхрана
Адекватан унос течности током лета може спречити дехидрацију и побољшати опште стање организма после лета. Нажалост, режим исхране и његов позитивни утицај на симптоме џет-лега захтева даља истраживања, да поуздано потврде недавне студије које наговештавају тај утицај.

### Примена светлости
Бројна истраживања спроведена на животињским моделима у лабораторијским условима, утврдила су да време излагања светлости (у времену од 3 до 5 часова, када је телесна температура најнижа) — има утицај на адаптацију и понашање. Примена светлости шест часова раније, шест сати касније подстиче или одлаже промене у организму везане за промену часовних зона.
Зато код летења на исток, до девет часовних зона (када се крећемо према делу дана без светлости), организам треба излагати светлости шест часова, након достизања најниже телесне температуре тела. Овом конверзијом добијамо да организам остварује субјективни доживљај, „видног дела дана”, којим компензује часовне разлике (на око 5 часова излагања светлу организам избегава 3 часовну промену). Излагање светлости треба избегавати унапред, јер доводи до одлагања промена.
За све летове на запад кроз више од девет часовних зона, треба избегавати излагање светлости шест сати након 5 часова од полетања, јер се при овом путовању перманентно крећемо ка видном делу дана, како се не би нарушио ритам сна.
Овај концепт објашњава зашто се путовања на запад боље толерише од путовања на исток.
Као средства за спровођење овог концепта, у авионима се примењују: маске за очи, заштитне ролетне за замрачивање прозора, извори за напајање светлом прозорских стакала и сточића које користе путници, како би се светлост и тама користиле превентивно.

### Лекови
Хронобиотски лекови;
Ефекти хронобиотских лекова у превенцији џет-лега нису у потпуности познати и захтевају додатна истраживања. Ипак, велика су очекивања од њихове улоге у превенцији џет-лега. Постоје два основна механизма дејства ових лекова на процес ресинхронизације.
- Прво, делују као спољашњи фактори или синхронизатори биолошких ритмова (аденокортикотропни хормон (АЦТХ), лево допа и парахлорофенилаланин). Ако се дају рано током циклуса они изазивају померање унапред у односу на нормални циклус и на тај начин помажу особама које путују у правцу запад—исток (фаза унапред). Насупрот томе ако се дају касније у току нормалног циклуса, ови лекови одлажу циклус и користе особама које путују у правцу исток—запад (фаза уназад).
- Други механизам дејства ових лекова је интензивирање ефеката спољашњих надражаја;

Лекови као што су литијум или хлоргилин олакшавају ресинхронизацију после путовања у правцу исток-запад.
Трициклични антидепресиви, мелатонин и естрадиол су лекови који се узимају да убрзају ресинхронизацију након летова у правцу запад—исток. Мелатонин се излучује из епифизе између 9 ујутру и 7 увече. Капсуле мелатонина које се узимају увече неколико дана пре путовања (по локалном времену) и по доласку (по локалном времену), могу значајно да олакшају ресинхронизацију. Када се узима по овом распореду, показано је да мелатонин смањује симптоме џет-лега код мушкараца и код жена, и код путовања у правцу запад—исток и исток—запад. Ипак тачан механизам којим мелатонин олакшава ресинхронизацију није утврђен.
Ево запажања Тома Белдена, једног од путника који је корисио хронобиотску терапију у превенцији џет-лега;
На дан мог доласка у Лондон, функционисао сам скоро нормално и без потешкоћа сам радио и разговарао са људима. Следећег јутра пробудио сам се у 8.30 часова, потпуно одморан. Заиста изузетан део „стоп џет-лег програма“ је одиграо улогу да моје 12-часовно путовање до Енглеске и Шкотске обавим без симптома џет-лега и осећао сам се као да сам увек живео у времену по Гриничу. На повратку кући, моје искуство је било готово потпуно супротно. Нисам применио „стоп џет-лег програм“, јер сам заборавио да понесем упутства и сматрао сам да трансатлантско путовање током дана проузрокује мање џет-лег симптома него путовање према истоку. Та претпоставка је била велика грешка. Три дана након повратка кући, мој сан и време буђења је поремећено, поспаност ме тера у кревет раније него обично, а доживљавао сам умор у разним периодима дана.
Остали лекови;
- Кратко-делујући бензодиазепини могу да се користе да олакшају сан у првој ноћи или неколико наредних ноћи у новој часовној зони. Међутим, треба имати у виду и потенцијално негативан ефекат ових лекова на ефикасност когнитивних способности.[29]
- Неки хормони попут инсулина, затим Вијагра итд, могу се применити пре путовања кроз временске зоне, али пре њихове примене треба обавезно консултовати лекара.

## Нове студије o џет-легу
Проналажење узрока, зашто путници на трансмеридијалним летовима пате од нелагодности која настаје укрштањем неколико часовних зона, покренуло је многа истраживања које би евентуално довела до развоја лекова који би „ресетовали” биолошки сат у организму како би се он могао прилагодити путницима да много брже савладају промене часовних зона.
Код већине људи постоји потреба око два и по дана да се прилагоди шесточасовном лету из Европе у САД, а знатно више након трансатлантског лета према истоку. Сличне проблеме спавања, имају и сменски радници — здравствених установа, многих фабрика, возачи камиона, итд. — који често мењају свој ритам рада кроз дневно—ноћне смене.
Нове студије показују да је мозак централни хронометар — биолошког сата који регулише циклусе буђења и спавање — и има два дела која испадају из синхронизације током промена интензитета светлости у току рада у сменама од шест сати, или времена које је потребно да прелетимо преко Атлантика.
Тим истраживача са Универзитетског центра у Вирџинији и Универзитетског Медицинског центра у Холандији објавио је своје истраживања о утицају џет-лега на организам, спроведеном од 24. маја до 6. јуна 2005, у часопису Current Biology.
- Истраживања су показала да је дорзални и вентрални део супрахиазматичног језгра (СХЈ), мозга, централни хронометар, прилагођавања различитим нивоима сменских промена светлости, који потенцијално узрокује потешкоће у периоду прилагођавања, од којих људи највише пате након летења кроз неколико часовних зона. (СХЈ) садржи око 20.000 нервних ћелија и налази се у хипоталамусу, делу мозга, управо изнад места где се укрштају оптички живци очију.
- Истраживачи су открили да се вентрални део супрахиазматичног језгра (СХЈ), који је директно повезан нервним завршецима за очитавање светла на ретини ока, брзо синхронизује са новим распоредом светла, чак и радикално мења распоред прилагођавања. Али дорзални део супрахиазматичног језгра (СХЈ), захтева неколико додатних дана за прилагођавање. То резултује сложеним импулсима који имају штетан утицај на функционисање ткива и органа у организму у периоду од неколико дана.
- Студија идентификује неуротрансмитер ГАБА (гама—аминобутерну киселину), као везу између та два дела биолошког часовника који их евентуално враћа натраг и синхронизује.
- Коистраживач Гене Д. Блокирај, професор биологије и ректор Универзитета наводи:

Кључна ствар је да овде, ми сада знамо шта је „ластиш“: неуротрансмитер ГАБА који у коначници враћа сат назад у хармонизацију. То би могло да доведе до будуће терапије за џет-лег. Ово је први пут да имамо сазнање о механизму веза између различитих делова (унутрашњег) сата. Ми се, надамо, да смо на путу према предлогу стратегије бржег померања сата, брже реакције на неприродне циклусе промене светла.
- Уз помоћ евентуалне терапије која би била заснована на овим истраживањима, значајно би се помогло не само путницима и посади ваздухоплова већ и радницима који раде у сменама, што би од посебног значаја било за старије људе који пате од поремећаја спавања.

Већина хемијских и биљних лекова, укључујући и хормон мелатонин, нису тестиране ни одобрене од стране службених агенција већине земаља. У неколико студија тестирано је коришћење мелатонина и других лекова за превенцију џет-лега али су оне дале различите резултате, вероватно зато што нису биле свеобухватне, довољно прецизне и индивидуализоване.
Недавна студија спроведена у Аргентини од стране истраживача са Националног Универзитета у Quilmesu на пацовима применом малих доза лека, силденафила (познатог под комерцијалним називом Виагра), помогла је у 50% случајева бржи опоравак експерименталних животиња код којих је шесточасовно путовање на исток, симулирано применом собне лампе која је паљена 6 сати раније него уобичајено.
- У истом том истраживању у коме је путовање на запад симулирано гашењем светла раније од уобичајеног нису добијени позитивни учинци лека, што значи да је Вијагра деловала само у једном смеру.[30]
- Професор Роберт Лукас, са Универзитета у Манчестеру, поводом ове студије, рекао је да би нова истраживања могла да наговесте могућност коришћења Вијагре у превенцији џет-лега али и недвосмислено изјавио:

Мораћемо да сачекамо још истраживања да сазнамо да ли ће то радити у људима.
У студији Џенифер Еванс и сар., спроведеној на Универзитету у Калифорнији, осветљавањем просторије ниским нивоом светлости ноћу, постигнут је убрзан опоравак код пацова свих узраста до 50%, симулацијом обе врсте путовања (источном и западном хемисфером). Ову појаву истраживачи тумаче тиме да она симулира месечину.

## Занимљивости
На конкурсу за избор најбоље нове српске речи одржаном 2023. године у организацији сајта „Мала библиотека” из Лондона, на списку од 32 речи које су ушле у ужи избор на основу суда стручног жирија, нашла се и кованица предложена као замена за туђицу „џет-лег” — реч „летеж”.